# Castell Moel
Castell Moel (også Greencastle, Green Castle, Humphreys Castle eller Castle Mole) er ruineen af en befæstet herregård fra 1500-tallet i communityet Llangain i Carmarthenshire, Wales, og det er også navnet på en motte omkring 550 m syd for herregården, der er fra slutningen af 1300- eller begyndelsen af 1400-tallet, men hvor kun få murrester er bevaret.
Castell Moel ligger med udsigt til floden Towy omkring 4 km sydvest for Carmarthen og 1,3 km nordøst for landsbyen Llangain. Der er flere andre borge i området, idet Carmarthen Castle ligger knap 5 km mod nordvest og Llansteffan Castle ligger ca. 8 km mod sydvest.